# Cilj školice sporta
Perspektivno posmatrano, kod dece treba stvarati osnovu za dobro zdravlje, pravilan rast i razvoj, korisne navike, znanja, veštine i dobre radne sposobnosti, ali ne kao cilj po sebi, već u funkciji stvaranja pozitivnog stava o potrebi za vežbanjem kao paradigme načina života.

## Zašto školica sporta?
Da bi pravilno razvilo telo, razvilo motoričke sposobnosti, motorički obrazovalo, uspelo u budućnosti u vrhunskom sportu, neophodno je da se dete do desete godine razvija kroz bazične sportove i ovakav sveobuhvatan vid sportskog obrazovanja.
Senzitivni period i period u kome se najviše utiče na razvoj koordinacije i pojedinih motoričkih sposobnosti je upravo od 3 do 10 godine.
Najčešća greška roditelja je rano usmeravanje dece na određeni sport i klubove u kojima fokus nije na razvoju motoričkih i koordinacionih sposobnosti a ukoliko se one ne razvijaju na vreme u senzitivnom periodu teško ih je kasnije nadoknaditi.
Takođe iz našeg iskustva koje se bazira na podacima iz sportskih klubova proizilazi činjenica da veliki broj dece u kratkom vremenskom periodu napušta sport iz razloga što njihove motoričke sposobnosti nisu na nivou specifičnih zahteva i vežbi karakterističnih za određene sportove i iz tog razloga treninzi im ubrzo postaju neinteresantni i monotoni.
Upravo zbog toga program Školice sporta je osmišljen da kroz igru i zabavu deca stiču motoričke i koordinacione sposobnosti i da se postepeno upoznaju sa osnovama svih sportova sa loptom, kao i sa bazičnim sportovima (atletika, gimnastika i plivanje)..

## Senzitivni periodi u razvoju deteta
Senzitivni periodi predstavljaju periode kada je jedino moguće uticati na razvoj koordinacije i pojedinih motoričkih sposobnosti.
Najčešća greška roditelja je rano usmeravanje dece na određeni sport, jer u tom slučaju, dete nema priliku da dobije dobru motoričku bazu bez koje u periodu svoje sportske zrelosti ne moze da dostigne svoj maksimum.
Sa pedagoškog aspekta posebno je značajno to što se senzitivni periodi u razvoju javljaju kao periodi posebne pogodnosti za aktivni uticaj na razvoj i, u određenom smislu, kao period jedinomogućeg aktivnog uticanja na razvoj koji, ako izostane, nije moguće ostvariti izvan ovih perioda.

## Karakteristike motoričkog razvoja
Za motorički razvoj od najranijeg perioda, u toku prve, druge i treće godine,  načelno se može reći da se osnovne promene ostvaruju u uspostavljanju kontrole doživljaja, a zatim i aktivnom razvoju karakteristika kretanja. Od treće do šeste godine ( predškolski period) brzo se razvijaju karakteristike kretanja i to se ogleda kroz razvoj koordinacije i uspostavljanje viših ciljeva kretanja. Period od sedme do jedanaeste godine, karakterističan je kao period u kojem je moguće posebno korisno podsticati razvoj kretanja, harmonizaciju u celini i manifestacije motorne aktivnosti.
U toku razvoja, deca prolaze kroz faze koje se razlikuju po intenzitetu i obimu promena.

## Razvoj koordinacije kod dece
Temeljna aktivnost za razvijanje koordinacije jeste upravo:
1. Različite igre ( jednostavne elementarne igre),
2. Vežbe s loptom (npr. manipulacije s loptom u mestu),
3. Primena elementarnih oblika kretanja (kotrljanja, puzanja, poligoni).

Inicijacija – Faza ubrzanog rasta (6 – 10 godina)
Ova faza predstavlja najbolji period za razvoj bazične koordinacije.
Tokom ove faze vrlo je bitno da dete bude izloženo
višestranom razvoju koordinacije.
To će biti važno zato što će dete na taj način steći široku bazu
koordinacijskih sposobnosti, koje će mu kasnije u
specifičnom programu razvoja koordinacije omogućiti lakše i brže
savladavanje složenih motoričkih kretnji izabranog sporta.

## Kvantitativno i  kvalitativno različite faze'
Nazivaju se faze ubrzanog i usporenog razvoja. Sa aspekta aktivnog uticaja na razvoj motoričkih sposobnosti značajno je istaći da je u fazama ubrzanog razvoja moguće više uticati na razvoj nego u fazama usporenog razvoja. Dakle, faze ubrzanog razvoja motoričkih sposobnosti su faze povoljne za uticaje sistematskog, dobro isplaniranog fizičkog vežbanja.
U toku povećane osetljivosti, u toku senzitivnih perioda za razvoj pojedinih aspekata motoričkih sposobnosti, postoje periodi u kojima mora doći do pozitivnog uticaja vežbanja, to su tzv. kritični periodi u razvoju. U periodu do 5. godine života razvijenost koordinacije dostiže 60% od maksimalno mogućeg razvoja, u periodu 5 – 12. dostiže 90% od maksimalnog mogućeg razvoja.

## Karakteristike psihološkog razvoja
Psihološki razvoj ogleda se kroz interesovanje deteta za svet koji ga okružuje. U ovom periodu, psihološkom razvoju odgovara podsticanje motoričkih funkcija – naričito u formi igre. Igra je sastavni deo ukupnih aktivnosti deteta i praktično kroz igru dete uspostavlja kontakte sa vršnjacima i u opštem smislu stiče elementarna iskustva ( 3-7. god.).
Igra je pogodno pedagoško sredstvo i forma rada zbog pobuđivanja interesovanja, zadovoljstva u toku igre i zbog kompleksnih preplitanja namera da se ispune pravila igre i emocionalnih raspoloženja u toku izvršenja zadatka. Igra sa vršnjacima posebno je značajna zbog ”amortizovanja” egocentričnosti u razvoju deteta.
Period srednjeg detinjstva (7—10) karakterističan je po tome što pažnja postaje stabilnija, dok su emocije neposredne, jasne i kratkotrajne. Na osnovu emocionalnog stanja i pažnje može se regulisati opterećenje i odabirati vrsta aktivnosti. U ovom uzrastu razvija se osećaj kolektivne pripadnosti dece, a individualne interese nadjačavaju interesi kolektiva. Sa aspekta vežbanja treba istaći da deca u ovom periodu uče više, bolje i brže u odnosu na druge periode u razvoju. Posebno treba imati u vidu da propušteno u ovom periodu nije moguće nadoknaditi u kasnijim periodima.

## Preporuke za fizičku aktivnost dece
- Samo pregledana deca treba da se aktivno bave telesnim aktivnostima
- Na početku su najbolji bazični sportovi – plivanje, gimnastika I atletika
- Optimalan broj treninga je 3-4 nedeljno
- Fizičku aktivnost treba kombinovati sa formiranjem zdravih navika – režimom odmora I pravilnom ishranom
- Efekti su višestruki formira se zdrava ličnost, prevenira se gojaznost I lose navike, koriguju se telesni poremećaji - deformiteti

## Zašto je dobro da se deca bave sportom
Fizičke dobrobiti
- Poboljšava spremnost (fitnes), snagu, fleksibilnost i koordinaciju
- Poboljšava opšte zdravlje i pomaže kontroli telesne težine
- Razvija širok opseg motoričkih sposobnosti
- Formira zdrava ponašanja koja će ostati tokom celog života.

Socijalne dobrobiti
- Razvija veštine komunikacije i unapređuje međuljudske odnose
- Razvija veštine rukovođenja i saradnje
- Stvara trajna prijateljstva
- Povećava spremnost za prihvatanje odgovornosti i obaveza
- Uči organizacionim veštinama, nesebičnosti i spremnosti da se deli sa drugima
- Razvija radne navike
- Razvija sportsko ponašanje, fer plej i sportski karakter
- Uči kako se nositi sa pobedama i porazima
- Omogućava formiranje i razvijanje odgovornosti za preuzimanje rizika.

Lične dobrobiti
- Uživanje i zabava (u igri, druženju, takmičenju, izazovima)
- Unapređuje (poboljšava i povećava) samopoštovanje i samopouzdanje
- Poboljšava sposobnost koncentracije i pažnje; olakšava postizanje boljih rezultata u školi
- Uči samodisciplini, zalaganju, istrajnosti i odgovornosti
- Razvija moralne vrline – poštenje, iskrenost, pravičnost empatičnost, velikodušnost, poštovanje drugih
- Razvija orijentaciju na postignuće i maksimalno korišćenje ličnih potencijala
- Razvija sposobnost moralnog rezonovanja i odlučivanja
- Uči kako da se nosi sa pritiscima i stresom
- Podstiče ponašanja koja su povezana sa zdravljem, npr. navike pravilne ishrane, redovnog vežbanja
- Smanjuje verovatnoću formiranja nezdravih navika kao što je pušenje, konzumiranje alkohola i droge.

Dobrobiti za roditelje
Nemaju samo deca korist od bavljenja sportom. Veliku korist imaju i roditelji, jer:
- Više se uključuju u život dece tako što sa njima dele više njihovog iskustva
- Shvataju da se njihova deca zabavljaju, da su aktivna i zdrava
- U svakom trenutku znaju gde su im deca, da su na sigurnom, pod kontrolom odraslih stručnjaka, da su bezbedna, da uče i da se zabavljaju
- Bavljenje sportom podrazumeva zdraviju decu, a to znači i smanjenje troškova njihovog lečenja
- Deca koja se bave sportom snažnije su orijentisana na postignuće
- Deca koja se bave sportom stiču veće obarazovanje i imaju bolje školske ocene
- Sport pomaže u razvoju navika zdravog ponašanja koje podstiču duži i zdraviji život i opšte blagostanje
- Sport je sredstvo prevencije asocijalnih oblika ponašanja kao što je delinkvencija, kriminal, agresivnost, udruživanje u kriminalne grupe itd…